# 霍恩博卡
霍恩博卡（德語：Hohenbocka）是德国勃兰登堡州的市镇，隶属于上施普雷瓦尔德-劳西茨县，总面积为15.6平方千米，截至2023年12月31日总人口为979人。